# Állj, vagy lő a mamám!
Az Állj, vagy lő a mamám! (eredeti cím: Stop! Or My Mom Will Shoot) 1992-ben bemutatott amerikai akcióvígjáték, melyet  Blake Snyder, William Osborne és William Davies forgatókönyvéből Roger Spottiswoode rendezett. A főbb szerepekben Sylvester Stallone és Estelle Getty látható.
Az Amerikai Egyesült Államokban 1992. február 21-én bemutatott film lesújtó kritikákat kapott. Három kategóriában jelölték Arany Málna díjra, melyeket meg is nyert. Ennek ellenére anyagi szempontból sikeresnek mondható, világszerte 70,6 millió dolláros bevétellel.

## Összefoglaló
A Los Angelesben élő rendőrőrmester, Joe Bomowski életét fenekestül felforgatja, amikor látogatóba érkező idős édesanyja hosszabb időre kénytelen hozzáköltözni, miután egy gyilkossági ügy legfontosabb szemtanújává válik. Tutti mama a fia magánéletébe, valamint rendőrségi ügyeibe is bele akarja ütni az orrát, amely komoly bonyodalmakat okoz Joe életében.

## Szereplők
| Színész             | Szerep                                | Magyar hang       |
| ------------------- | ------------------------------------- | ----------------- |
| Sylvester Stallone  | Joseph Andrew 'Joe' Bomowski őrmester | Gáti Oszkár       |
| Estelle Getty       | Mrs. Tutti Bomowski                   | Tábori Nóra       |
| JoBeth Williams     | Gwen Harper hadnagy                   | Kovács Nóra       |
| Al Fann             | Lou őrmester                          | Kisfalussy Bálint |
| Roger Rees          | J. Parnell                            | Csernák János     |
| Martin Ferrero      | Paulie                                | Pathó István      |
| Gailard Sartain     | Munroe                                | Csurka László     |
| John Wesley         | Tony őrmester                         | Csikos Gábor      |
| J. Kenneth Campbell | Ross nyomozó                          | Juhász Jácint     |
| Ving Rhames         | Mr. Stereo                            |                   |
| Richard Schiff      | fegyveres intéző                      | Varga T. József   |
| Dennis Burkley      | Mitchell                              | Hankó Attila      |

## A film készítése
Stallone azután írta alá a film szerződését, hogy pletykák szerint rivális színésztársa, Arnold Schwarzenegger is érdeklődött a főszerep iránt. 2017 októberében Schwarzenegger megerősítette a korabeli szóbeszédeket, azonban elárulta a teljes igazságot is: mivel tudta, hogy a forgatókönyv „igazán rossz”, a nyilvánosság előtt elhíresztelte, hogy szeretné megkapni a főszerepet, de irreálisan magas árat kért cserébe. A producerek ezért – Schwarzenegger tervének megfelelően – Stallonénak kínálták fel a szerepet, aki látva Schwarzenegger érdeklődését, gyorsan le is csapott rá.

## Fogadtatás

### Kritikai visszhang
A film különösen negatív kritikai fogadtatásban részesült, huszonhárom kritika alapján 4%-on áll a Rotten Tomatoes weboldalon.
Stallone saját bevallása szerint ez a legrosszabb film, melyet valaha is készített. Egy interjúban a színész a következőket nyilatkozta: „Valószínűleg ez az egyik legrosszabb film az egész Naprendszerben, beleértve a földönkívüliek azon produkcióit, melyeket még nem láttunk”, „egy laposféreg jobb forgatókönyvet tudna írni”, illetve „néhány országban, szerintem Kínában, a film heti egyszeri sugárzása az állami televízióban nullára csökkentette a születések számát. Ha heti kétszer adásba kerülne, húsz év alatt szerintem kihalna Kína lakossága”.

### Bevételi adatok
A negatív kritikák ellenére a film a mozikban némileg sikeresnek bizonyult. Noha az Államokban csupán 28,4 millió dolláros bevételt termelt, a többi országban 42,2 millió dolláros bevételt hozott, így a film összbevétele 70,6 millió dollár lett.

### Díjak és jelölések
| Év   | Díj                           | Kategória                      | Jelölt                                          | Eredmény |
| ---- | ----------------------------- | ------------------------------ | ----------------------------------------------- | -------- |
| 1992 | The Stinkers Bad Movie Awards | Legrosszabb film               | Michael C. Gross, Joe Medjuck, Ivan Reitman     | Jelölve  |
| 1993 | Arany Málna díj               | Legrosszabb férfi főszereplő   | Sylvester Stallone                              | Elnyerte |
| 1993 | Arany Málna díj               | Legrosszabb női mellékszereplő | Estelle Getty                                   | Elnyerte |
| 1993 | Arany Málna díj               | Legrosszabb forgatókönyv       | Blake Snyder, William Osborne és William Davies | Elnyerte |

## Fordítás
Ez a szócikk részben vagy egészben  a   Stop! Or My Mom Will Shoot című angol Wikipédia-szócikk fordításán alapul.  Az eredeti cikk szerkesztőit annak laptörténete sorolja fel. Ez a jelzés csupán a megfogalmazás eredetét és a szerzői jogokat jelzi, nem szolgál a cikkben szereplő információk forrásmegjelöléseként.